# Ренделл, Рут
Рут Барбара Ренделл, баронесса Ренделл из Баберга (англ. Ruth Barbara Rendell, Baroness Rendell of Babergh; 17 февраля 1930, Лондон — 2 мая 2015 год, там же) — британская писательница, автор популярных детективов и триллеров. Писала также под псевдонимом Барбара Вайн (Barbara Vine). Лауреат многих литературных премий, включая несколько «кинжалов» (серебряный, три золотых и бриллиантовый кинжал Картье) от Ассоциации писателей-криминалистов, премии газеты The Sunday Times за литературное мастерство и премии Эдгара По (как Барбара Вайн).
Пожизненный член Палаты лордов от лейбористской партии. Кавалер ордена Британской империи (1996), баронесса.

## Биография
Рут Грейзманн (впоследствии Рут Ренделл) родилась 17 февраля 1930 года в Саут-Вудфорде (Лондон) в семье учителей. Её мать родилась в Швеции, выросла в Дании, в четырнадцать лет, не зная языка, приехала с семьёй в Англию. Отношение к иностранцам в стране в те годы было сложным. Отец Рут, Артур Грейзманн, был англичанином. Его мать отказалась прийти на свадьбу сына с иностранкой. Впоследствии эти непростые семейные отношения нашли своё отражение в произведениях писательницы. Во время Второй мировой войны многие относились к матери как к немке, хотя к тому времени она говорила на безупречном английском. Любовь к языку она успела привить дочери. Мать умерла, когда Рут было двенадцать лет. Рут обожала воспитавшего её отца и, спустя годы, наделила некоторыми его чертами своего самого известного персонажа, инспектора Реджинальда Вексфорда.
Рут училась в средней школе Лафтон в Эссексе, каникулы проводила в Скандинавии, выучила шведский и датский языки.
После окончания школы, с 1948 года по 1952 год работала газетным репортёром и младшим редактором в газете Восточном Эссексе. В 1950 году Рут вышла замуж за журналиста Дональда Ренделла. В 1953 году родился их единственный сын Саймон. В то время молодые супруги жили в маленьком съёмном коттедже без ванной. В 1963 году был опубликован первый роман Ренделл. Когда пришла известность, семья поселилась в старинном фермерском доме в графстве Суффолк, где происходит действие большинства романов писательницы. В 1975 году пара развелась, но Рут снова вышла за Дональда замуж в 1977 году. В 1999 году Дональд Ренделл умер от рака.
В 1996 году за весомый вклад в искусство Рут Ренделл получила титул Командора Ордена Британской империи, в 1997 году получила титул баронессы и являлась членом палаты лордов от лейбористов.
Писательница жила в доме в районе Маленькая Венеция на западе Лондона. Занималась благотворительной деятельностью. Последний роман писательницы «Тёмные углы» / Dark Corners должен был выйти в октябре 2015 года.
7 января 2015 года Рут Ренделл перенесла инсульт. Скончалась 2 мая 2015 года в Лондоне.

## Творчество
Рут Ренделл написала более 60 романов и несколько сборников рассказов. Литературовед А. П. Саруханян делит произведения писательницы на три группы, «демонстрирующие трансформацию детективного жанра от романа-загадки к психологическому детективу».
При всем разнообразии романов Ренделл основу их составляет тайна, постепенное раскрытие которой определяет развитие сюжета. Это позволяет рассматривать их как модификацию детективного жанра, что связывается с выдвижением на первый план вопроса «почему» вместо традиционных «кто» и «как».
К первой группе относится цикл из более двадцати романов о инспекторе Вексфорде. Эти произведения близки классической форме детектива, действие в них строится по принципу головоломки — как составление целостной картины из отдельных деталей. Место действия — вымышленный городок Кингсмаркхем в Суссексе. Главный герой — немолодой инспектор Реджинальд Вексфорд, грузный, страдающий гипертонией, простоватый на вид, типичный провинциал. Вексфорд — знаток человеческой психологии, большой ценитель литературы, особенно поэзии, на все случаи жизни у него припасены цитаты из Шекспира (этой чертой автор наделила своего героя в память об своём отце). У инспектора уютный дом, тёплые отношения с женой, и это помогает противостоять жестокости и насилию, с которыми ему приходится иметь дело. Начиная с дебютного романа Ренделл «С любовью насмерть, Дун» / From Doon with Death (1964), книги этого цикла выходили на протяжении почти пятидесяти лет. Герой постепенно старел, и в романе «Коль скоро жертва мертва…» / Murder Being Once Done (1972) с ним случается удар. Но в следующем романе «Кто-то лжёт, а кто-то умирает» / Some Lie and Some Die (1973) Вексфорд уже возвращается к своим обязанностям. События романа разворачиваются вокруг рок-фестиваля, и способность понять молодых помогает ему раскрыть преступление. В романе «Дремлющая жизнь» / A Sleeping Life (1978) личная драма дочери Сильвии заставляет Вексфорда вникнуть в современные проблемы отношения полов и идеи феминизма. В романе The Vault (2011) Вексфорд уходит в отставку, но вновь появляется в романе 2013 года No Man’s Nightingale в качестве консультанта своего бывшего коллеги и друга Майка Бердена.
Ко второй группе произведений Рут Ренделл относятся «психологические детективы, в центре которых не сыщик, а преступник, не технология расследования, а психология и анатомия преступления». «Интересно не убийство само по себе, а сознание того, кто его совершает…, обнаруживается ли оно в действии, диалоге, размышлениях или потоке сознания», — пишет Ренделл в предисловии к изданной ею книге «В чём причина. Антология сознания, способного на убийство» А Reason Why. An Anthology of the Murderous Minind (1995). Основу психологического детектива Рут Ренделл, по мнению А. П. Саруханян, «составляет убеждение в том, что преступления гораздо чаще совершаются из страха, а не по злому умыслу. Источником же страха нередко оказывается социальная пропасть, разделяющая убийцу и жертву». Социальная подоплёка преступления показана в романах «Всё идет не так» / Going Wrong (1990), «Каменное наказание» / А Judgement in Stone (1977), «Птичка Тари» / The Crocodile Bird (1993), «Солнце для мёртвых глаз» / А Sight for Sore Eyes (1998) и других.
К третьей группе относятся романы, публикуемые Рут Ренделл с середины 80-х годов под именем Барбары Вайн (Barbara Vine). Псевдоним составлен из второго имени писательницы и фамилии её прабабушки. Эти романы строятся на переплетении прошлого и настоящего, и, как правило, речь идёт о давнем нераскрытом преступлении, меняющем судьбы причастных к нему людей. Действие в них разворачивается без участия сыщика. В романах «Книга Асты» / Asta’s Book (1993) и «Чёрный мотылёк» / The Chimney Sweeper’s Boy (1998), раскрывается тайна жизни уже умерших персонажей. В «Книге Асты» внучка в 1991 году реконструирует прошлое с помощью дневника покойной бабушки-датчанки, который та вела с 1905 года, пытается проникнуть в тайну отсутствующих страниц и распутать сложный клубок родственных отношений. В романе «Чёрный мотылёк» дочь знаменитого писателя после его смерти пишет мемуары и в ходе работы выясняет, что отец был не тем, за кого себя выдавал. Она восстанавливает историю его семьи и находит разгадку тайны в незаконченном автобиографическом романе отца.

## Награды
- 1975 — Премия Эдгара По Ассоциации «Детективных писателей Америки» за лучший рассказ (The Fallen Curtain)
- 1976 — Премия «Золотой кинжал» Ассоциации писателей-криминалистов Великобритании («Демон в моих глазах»)
- 1980 — Премия Martin Beck Академии писателей-криминалистов Швеции («Пусть смерть меня полюбит» / Make Death Love Me)
- 1981 — Национальная книжная премия («Озеро тьмы»)
- 1984 — Премия «Серебряный кинжал» («Древо скорбных рук»)
- 1984 — Премия Эдгара По за лучший рассказ («Новая подружка»)
- 1986 — Премия «Золотой кинжал» («Живая плоть»)
- 1987 — Премия Эдгара По за лучший роман («Пятьдесят оттенков темноты» / A Dark Adapted Eye)
- 1987 — Премия «Золотой кинжал» («Роковая инверсия»)
- 1990 — Премия газеты The Sunday Times за выдающиеся литературные достижения
- 1991 — Премия «Золотой кинжал» («Ковёр царя Соломона»)
- 1991 — Премия «Бриллиантовый Кинжал Картье» за достижения всей жизни
- 1996 — Кавалер ордена Британской империи
- 1997 — Премия Эдгара По — Grand Master
- 1997 — Пожизненный член Палаты лордов, баронесса Ренделл из Баберга
- 2004 — Mystery Ink Gumshoe Award — премия за жизненные достижения

## Экранизации
Произведения Рут Ренделл неоднократно экранизировались.
С 1987 года по 2000 год по телевидению успешно показывался телесериал «Тайны Рут Ренделл» / Ruth Rendell Mysteries, экранизация историй про инспектора Вексфорда. Главные роли исполнили Джордж Бейкер (инспектор Вексфорд) и Кристофер Равенскрофт (детектив Майк Берден). Всего было показано 48 эпизодов. Рут Ренделл считала идеальным исполнение роли инспектора Джорджем Бейкером, «он сделал лучше и больше, чем предполагал автор».
В 1992 году на канале Би-Би-Си адаптировали роман «Роковая инверсия» в трёх эпизодах.
В 1997 году режиссёр Педро Альмодовар поставил фильм «Живая плоть» по одноимённому роману Ренделл. Ранее первая глава этого романа вдохновила Альмодовара на создание сценария фильма «Кика» (1993).
Клод Шаброль экранизировал роман «Каменный приговор» / А Judgement in Stone (фильм «Церемония») с Изабель Юппер и Сандрин Боннер в главных ролях. Кроме того, существует экранизация 1986 года с Ритой Ташингем в главной роли. Клод Шаброль ещё раз обратился к творчеству Рут Ренделл, поставив в 2004 году фильм «Подруга невесты» по роману «Подружка невесты» / The Bridesmaid.
В экранизации романа «Демон в моих глазах» / A Demon in My View (1992) главную роль исполнил Энтони Перкинс. Кинозвезда Лорен Бэколл снялась в одной из главных ролей в фильме по роману «Древо скорбных рук» / Tree of Hands (1989). В телефильме «Глаз, приспособленный к тьме» / A Dark Adapted Eye (1994) главную роль сыграла Хелена Бонем Картер (роман Барбары Вайн «A Dark Adapted Eye» в России переведён как «Пятьдесят оттенков темноты»).
В 2012 году на канале ITV вышел двухсерийный телевизионный триллер «13 шагов вниз», экранизация одноимённого романа 2004 года.
В 2014 году Франсуа Озон снял фильм «Новая подружка» по одноимённому рассказу Рут Ренделл.